# Donau-Moldau-Elbe-Kanal

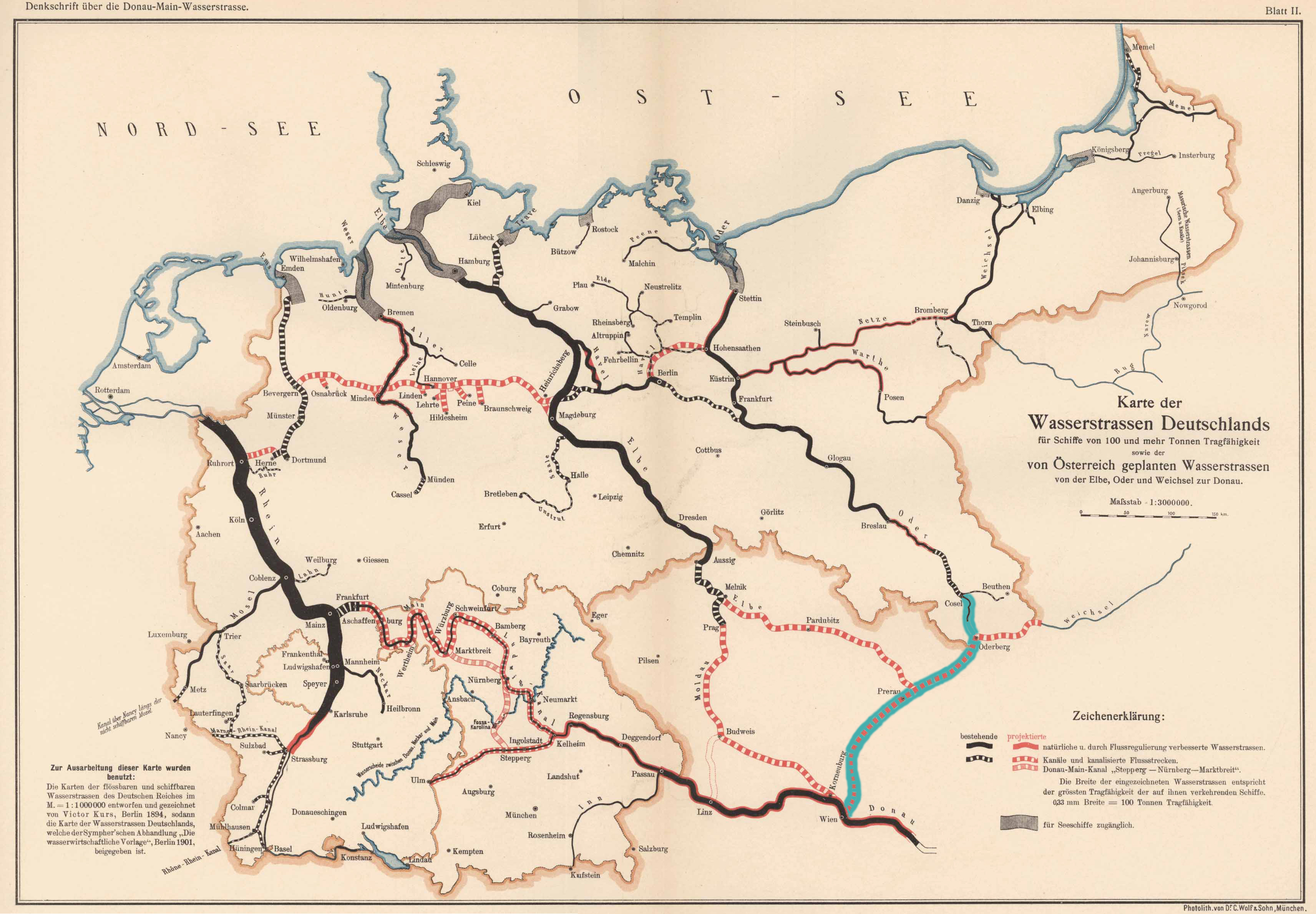
Bestehende und geplante Wasserstraßen (1903)

Der Donau-Moldau-Elbe-Kanal war ein Kanalprojekt, das die Flüsse Elbe, Moldau und Donau miteinander verbinden sollte.

## Vorgeschichte
Der Linzer Steig, die Strecke von Linz nach Norden, ist ein traditioneller Handelsweg, unter anderem für Salz aus dem Salzkammergut. Daher gab es schon sehr früh Pläne, die Leistungsfähigkeit dieser Route zu steigern. Erste Pläne für eine Wasserstraße zwischen Donau und Moldau hatte 1374 der in Prag residierende Kaiser Karl IV. Im Jahre 1706 beauftragte Kaiser Josef I. den Wasserbaumeister Lothar Vogemont mit einer Machbarkeitsstudie. Auch unter Maria Theresia wurden vom eigens dafür in Prag gegründeten „Navigationsbaudirektorium“ diverse Kanalprojekte wie jenes von Albert von Sterndahl aus dem Jahr 1768 sowie das Projekt des Direktors des Wiener Navigationsamtes, Joseph Walcher, geprüft, jedoch auf Grund der exorbitant hohen Kosten verworfen.
Von der Böhmischen Hydrotechnischen Gesellschaft im Jahr 1807 beauftragt, trassierte auch Franz Josef von Gerstner einen Kanal und stützte sich dabei weitgehend auf das Projekt von Joseph Walcher. Detaillierte Kostenberechnungen führten dann aber zu einem Eisenbahnprojekt mit verkürzter Linienführung, nachdem 1801 in England diese neue Möglichkeit erfolgreich beschritten wurde, womit Vater und Sohn der Ritter von Gerstner die Pferdeeisenbahn Budweis–Linz–Gmunden projektierten und bauten.

## Kanal
Während die Elbe über die Einmündung der Moldau hinaus schiffbar ist, ist dies die Moldau nur bis zum Wasserkraftwerk Štěchovice rund 20 km südlich von Prag. Der für den Kanal wesentliche Abschnitt zwischen Moldau und Donau kam allerdings nie über das Planungsstadium hinaus. Geplant war die Kanalisierung der Moldau bis Budweis, für den weiteren Verlauf gab es Varianten für den Anschluss an die Donau von Linz bis nach Wien.
Im ersten, vollkommen ausgearbeiteten Projekt des Ingenieurs J. Deutsch aus dem Jahr 1878 verlässt der Kanal die Moldau bei Budweis und trifft bei Korneuburg auf die Donau. Der mindestens 2,1 m tief auszuhebende Kanal bis Budweis wäre 222 km lang und der zu kanalisierende Teil der Moldau bis zu ihrer Mündung 462 km gewesen. An der Moldau waren 62 Schleusen und im Abschnitt bis zum Scheitel 55 Schleusen projektiert. Der Scheitel sollte auf 551 m Seehöhe mit einer 76 km langen Fahrrinne von Gmünd nach Allentsteig überwunden werden und danach mit 130 Schleusen bis Korneuburg geführt werden. Mehrere weitere Projekte griffen diese Planung auf und verfeinerte sie abschnittweise, ohne aber grundsätzlich Neues hinzuzufügen.
Wesentlich war die Konkurrenzfähigkeit zur bereits bestehenden Bahnstrecke. Die hauptsächlich aus Rohstoffen bestehenden Schiffsfrachten sollten den Geschwindigkeitsvorteil der Bahn über die zu transportierende Menge wieder wett machen. Interessanterweise stand dabei aber nicht der Bauaufwand des Projektes im Blickpunkt, sondern nur der laufende Betrieb.
Die Böhmischen Maschinenfabriken in Schönbach arbeiteten Pläne für die Hebewerke aus, die später dahingehend modifiziert wurden, dass die Hebung und Beförderung der Schiffe nicht mehr schwimmend, sondern trocken geschehen sollte.
Der Kanal gelangte nur im Bereich der in die Elbe mündenden Moldau als Moldaukanal zur Ausführung.